# Um er-Rasas
Um er-Rasas (arapski: أم الرّصاص‎), poznat i kao Kastrom Mefa'a, je arheološki lokalitet drevnog grada od 5. do 9. stoljeća u današnjem južnom Jordanu na kojem se nalaze ostaci rimske, bizantske i rane islamske civilizacije. Iako je većinom još neistražen, u njemu je pronađen rimski vojni kamp (3. st.) i nekoliko bizantskih crkava (njih ukupno 16). 
Najznamenitije otkriće su mozaici na podu Crkve sv. Stjepana iz 785. godine koji su otkriveni 1986. godine. Gotovo savrvršeno sačuvani podni mozaici su najveći u Jordanu, a prikazuju prizore lova i robolova (u središnjoj ploči), dok ostali prikazuju druge gradove iz okolice (Kastron Mefaa, Philadelphia, Madaba, Esbounta, Belemounta, Areopolis, Charac Moaba, Jeruzalem, Nablus, Caesarea i Gaza). Okviri mozaika su izrazito dekorativni, a potpisalo ih je šest autora: Staurachios iz Esbusa, Euremios, Elias, Constantinus, Germanus i Abdela. Ispod ovog mozaika pronađen je još stariji iz 587. godine kada je ovo bila Crkva sv. Sergija. U još četiri crkve koje su iskopane u okolici su također pronađeni ostaci mozaika.
Zbog tih mozaika je Um er-Rasas upisan na UNESCO-ov popis mjesta svjetske baštine u Aziji i Oceaniji 2004. godine.
U njihovoj okolici su iskopana i dva kvadratična tornja stilita (asketskih monaha koji su provodili život u izolaciji na vrhu stupa ili tornja), vjerojatno jedini ostaci ovog drevnog načina vjerovanja.
Grad je također okružen ostacima drevnog poljoprivrednog zemljišta u inače izrazito pustinjskom krajoliku.
- Stilitski toranj u gradu
- Oltar Crkve sv. Stjepana
- Središnji podni mozaik
- Detalj Kastrom Mefa'a sa stilitskim tornjem
- Detalj grada Gaze
- Mozaik iz tzv. Crkve lavova

## Vanjske poveznice
- Kolekcija panoramskih fotografija od 360°  Arhivirana inačica izvorne stranice od 13. kolovoza 2012. (Wayback Machine)

Ostali projekti
|  | Zajednički poslužitelj ima još gradiva o temi Umm er-Rasas |